# Leptanilla voldemort
Leptanilla voldemort – gatunek błonkówki z rodziny mrówek i podrodziny Leptanillinae. Endemit Australii Zachodniej.

## Taksonomia
Gatunek ten opisany został po raz pierwszy w 2024 roku przez Marka K.L. Wonga i Jane M. McRae na łamach „ZooKeys”. Opisu dokonano na podstawie dwóch robotnic odłowionych rok wcześniej. Jako lokalizację typową wskazano Newman w Pilbarze, w Australii Zachodniej. Epitet gatunkowy odnosi się do postaci Lorda Voldemorta z serii powieści o Harrym Potterze; mrówka ta przypominać ma Voldemorta bladym ubarwieniem, smukłym ciałem i życiem w ciemnościach.

## Morfologia
Mrówka o ciele bladozłocistym do bladobursztynowego, błyszczącym, pozbawionym rzeźby, w większości owłosionym, zwłaszcza na czułkach i odnóżach.
Głowa jest bezoka, o lekko wklęsłej krawędzi tylnej i lekko wypukłych krawędziach bocznych. Nadustek ma wyniesiony środek i przedłużony w dwa zaokrąglone płaty przednio-boczne przód. Warga górna nakryta jest wyrostkiem czołowo-nadustkowym. Długie żuwaczki zaopatrzone są w trzy zęby, z których ostry wierzchołkowy jest większy niż przedwierzchołkowy i nasadowy, oraz w nieregularne piłkowanie odsiebnie od zęba przedwierzchołkowego. Czułki buduje dwanaście członów, z których trzonek jest wydłużony i nieco rozszerzony przed zwężeniem na szczycie, nóżka dłuższa niż szeroka, a człon ostatni dwukrotnie dłuższy niż poprzecznie i zwężony ku szczytowi.
Przedplecze jest szersze niż tył mezosomy, w widoku bocznym lekko na grzbiecie wypukłe, o wyniesionym nieco ponad śródplecze brzegu tylnym. Szew promezonotalny widoczny jest po bokach i od góry. Śródplecze jest z przodu przewężone. Pozatułów jest silnie wypukły grzbietowo w widoku bocznym i nieprzewężony z przodu w widoku grzbietowym; tylny brzeg ma trapezowaty. Nabrzmiałość gruczołu metapleuralnego i przetchlinka są odsłonięte. Odnóża mają tęgie biodra i smukłe człony pozostałe. Pomostek cechuje się czterokrotnie dłuższym niż szerokim petiolusem z bokami prawie równoległymi w przedniej połowie i wypukłymi w tylnej oraz tylnym brzegiem wypukłym i zaokrąglonym, a także dłuższym niż szerokim, szerszym od petiolusa postpetiolusem o wklęsłym tylnym brzegu. Nie występuje wyrostek subpetiolarny. Metasoma jest wydłużona.

## Ekologia i występowanie
Owad endemiczny dla regionu Pilbara w Australii Zachodniej. Zasiedla nagrzane łąki w strefie o niskich opadach rocznych i bardzo upalnych latach. Żyje pod ziemią. Oba znane okazy odnaleziono na głębokości 25 m.